# Hertog Hendrikpad
Het Hertog Hendrikpad is een rondwandeling om de stad Eindhoven van ongeveer 92 kilometer.
De route, die aangegeven is met geel/blauwe markering, voert door de natuurgebieden die om Eindhoven gelegen zijn. Vanaf het centrum van Eindhoven voert de route langs de dorpen Sterksel, Heeze, Geldrop en, indien men de Van Goghvariant neemt, ook Nuenen. Naast waterlopen als de Dommel en de Kleine Dommel met watermolens doorkruist men er het Groote Heide, de Strabrechtse Heide en de Stiphoutse Bossen.
De route is vernoemd naar hertog Hendrik I van Brabant die in 1232 stadsrechten heeft verleend aan Eindhoven.